# 佐藤矩行
佐藤 矩行（さとう のりゆき、1945年1月 - ）は、日本の生物学者、沖縄科学技術大学院大学教授、京都大学名誉教授。

## 人物・経歴

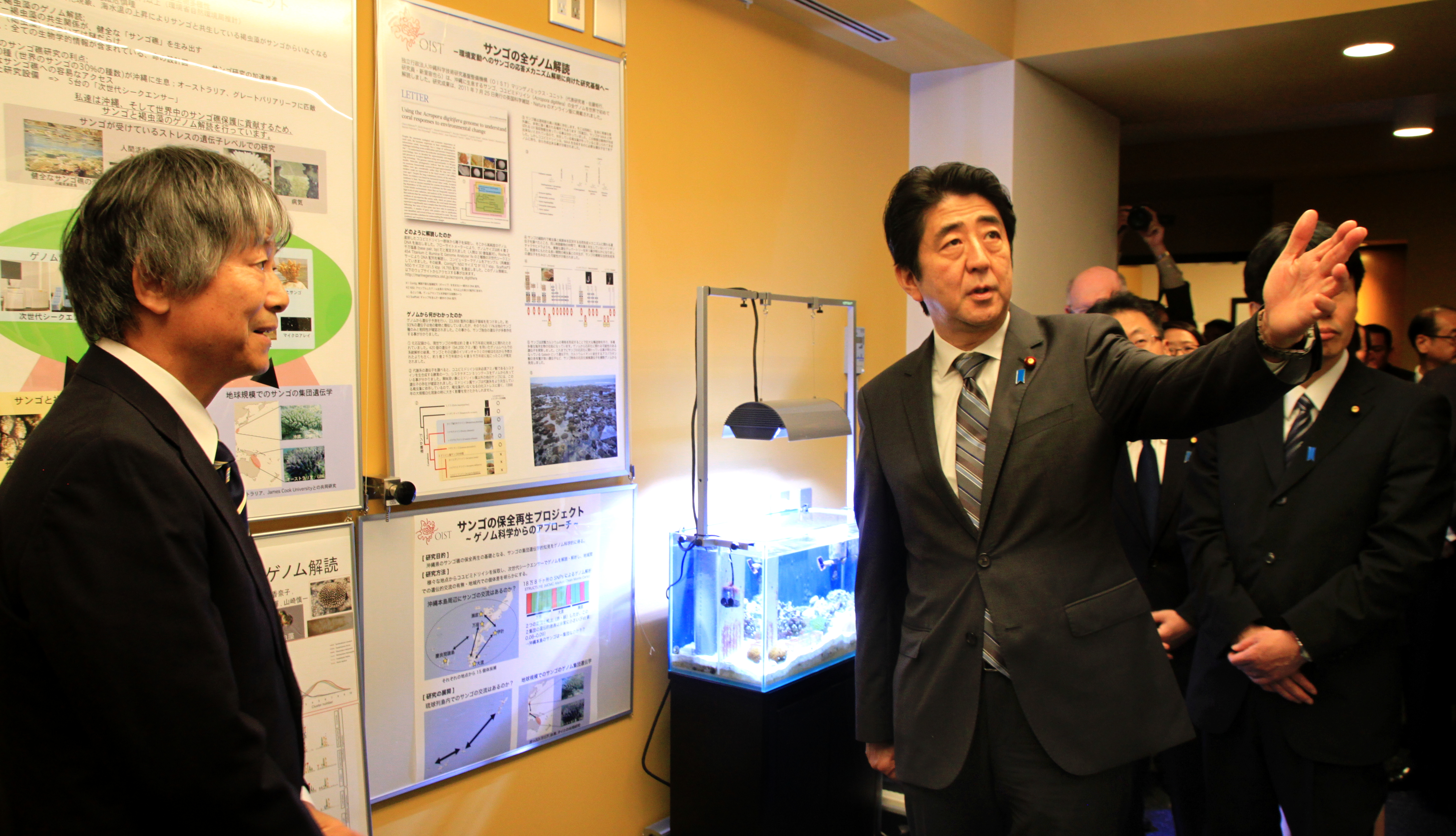
2013年2月、内閣総理大臣安倍晋三（右）と

新潟県生まれ。北海道大学の文学部と医学部の入学試験に不合格となり、1年間の浪人を経て、1969年弘前大学理学部生物学科卒業。北海道大学大学院への進学を希望するが、1971年新潟大学大学院理学研究科生物学修士課程修了。1973年東京大学大学院理学系研究科博士課程中退（江上信雄研究室）。
1973年京都大学理学部動物学教室助手、1974年「メダカの性分化に関する発生細胞学的研究」で東大理学博士。研究室の教授と助教授が急逝し、助手一人となる。1980年助教授昇格、1994年教授昇格、1995年理学研究科教授、2009年定年退任。独立行政法人沖縄科学技術研究基盤整備機構マリンゲノミックスユニット代表研究者を経て、2011年沖縄科学技術大学院大学教授。
2004年東レ科学技術賞受賞。2006年紫綬褒章受章。2010年米国発生生物学会「エドウィン・グラント・コンクリン・メダル」を授与される。2011年弘前大学名誉博士。2018年秋の叙勲で瑞宝中綬章を受章。
主としてホヤのゲノムを研究した。

## 共編著
- ホヤの生物学 東京大学出版会 1998.11
- 生物学 新しい教養のすすめ 西田利貞共編 昭和堂 2003.3
- 動物の形態進化のメカニズム 倉谷滋共編 培風館 2007.7

## 翻訳
- 無脊椎動物の進化 パット・ウィルマー 藤原滋樹,西川輝昭共訳 蒼樹書房 1998.9

## 注
1. ↑  佐藤矩行 (2008). “発生から進化へ　ホヤから見えた生きものの時間”. 季刊生物誌 (JT生命誌研究館) (56) 2011年6月12日閲覧。.
2. ↑  “「エドウィン・グラント・コンクリン・メダル」を受賞－佐藤 矩行 名誉教授”.   京都大学理学研究科・理学部 (2010年7月6日). 2011年6月12日閲覧。
3. ↑  “2018年秋の叙勲受章者が発表されました。（2018年11月3日）”.   京都大学 (2018年11月5日). 2023年1月24日閲覧。